# Lissonota bilineata
Lissonota bilineata là một loài tò vò trong họ Ichneumonidae.